# 샌와킨스 (열차)
샌와킨스(영어: San Joaquin)는 미국 캘리포니아주 베이커즈필드 베이커즈필드 역에서 캘리포니아주 오클랜드 잭런던스퀘어 역과 캘리포니아주 새크라멘토 새크라멘토 역까지 운행되는 장거리 열차이다.

## 역사 및 현황
1974년에 최초로 운행하기 시작했다. 암트랙의 노선 중에서 노스이스트 코리더, 아셀라 익스프레스, 퍼시픽 서프라이너, 캐피톨 코리더에 이어 다섯 번째로 이용객이 많다. 현재 운행하고 있는 열차는 암트랙 캘리포니아카로 캐피톨 코리더도 이 열차로 운행한다.

## 운행 노선

암트랙 캘리포니아 샌와킨스 노선도 (interactive map)

## 사진

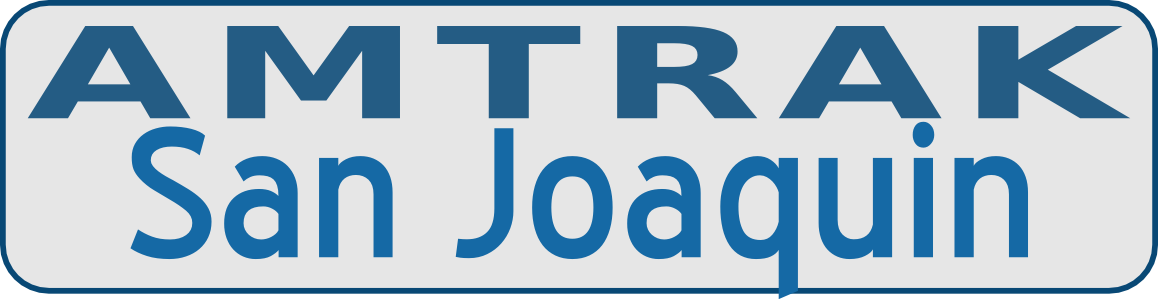
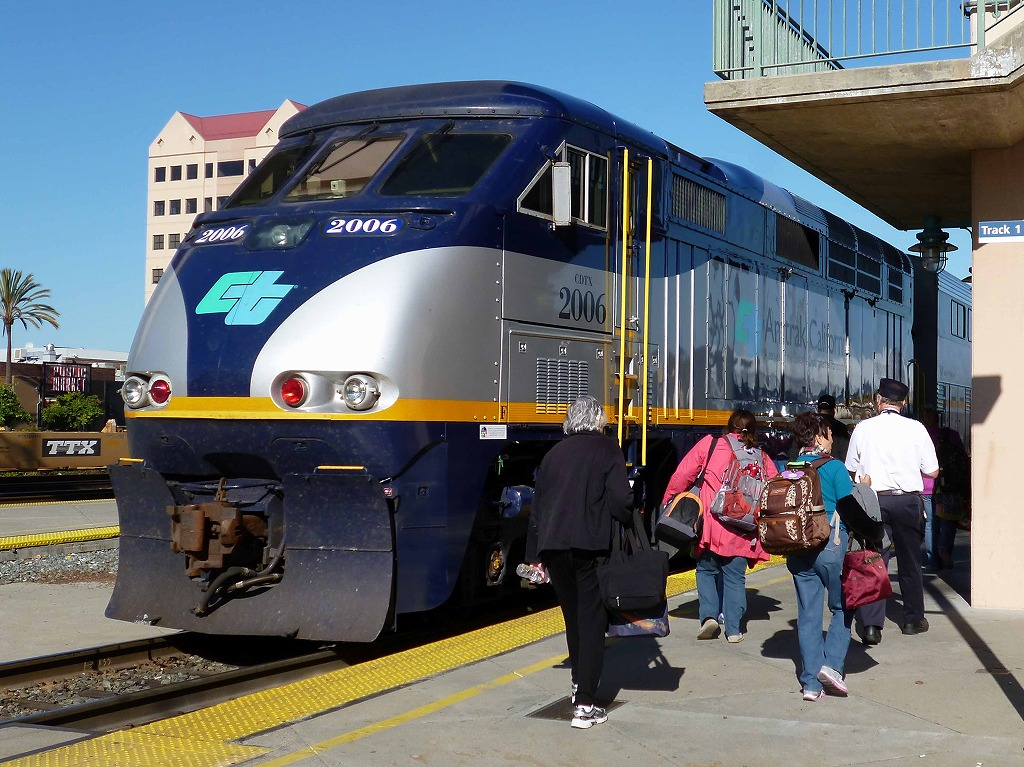
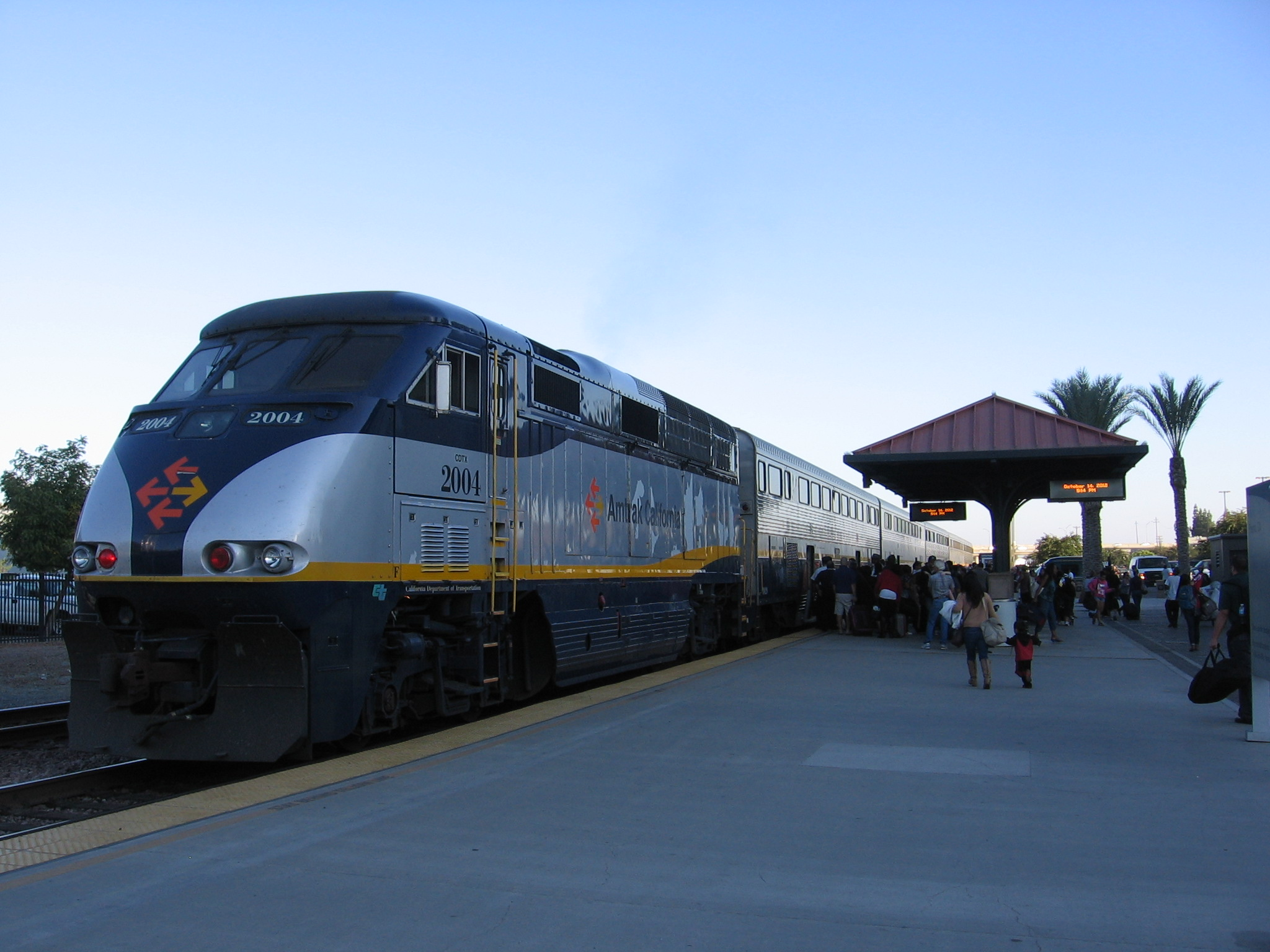
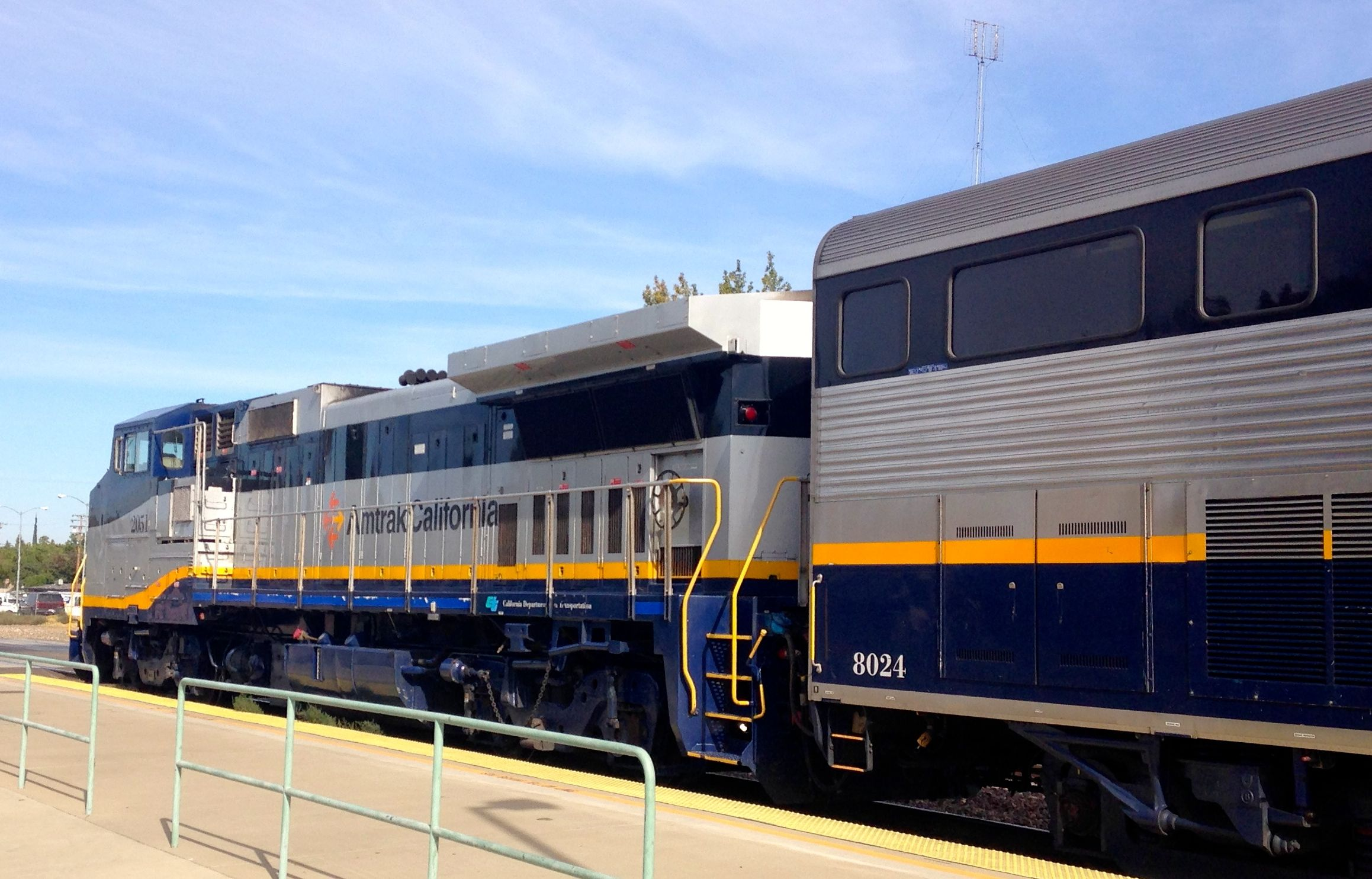
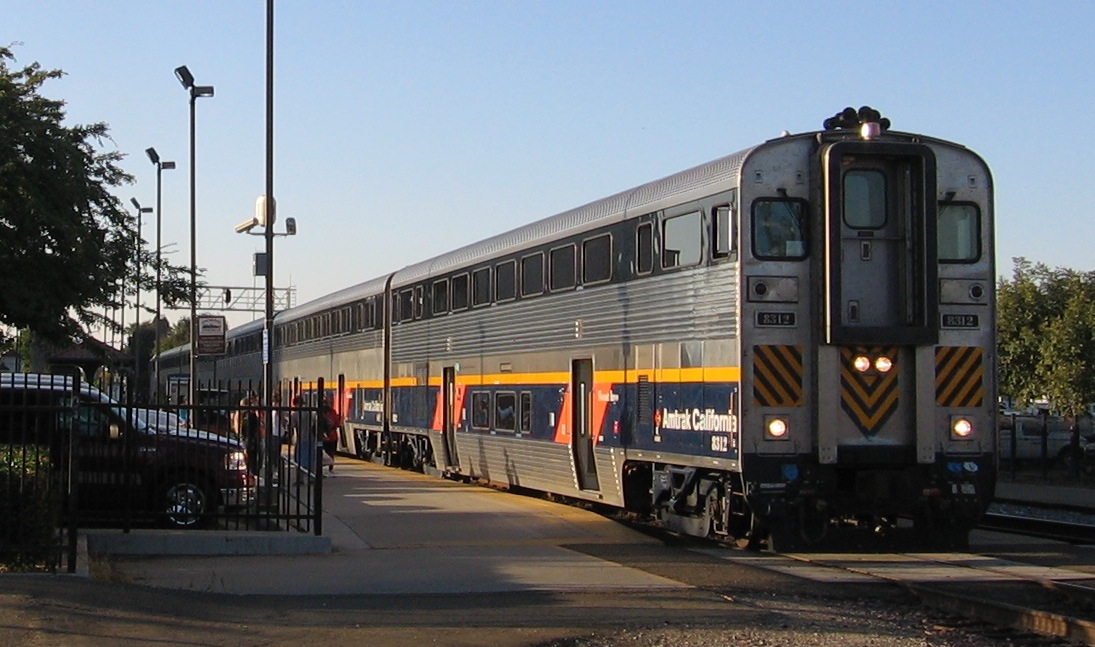
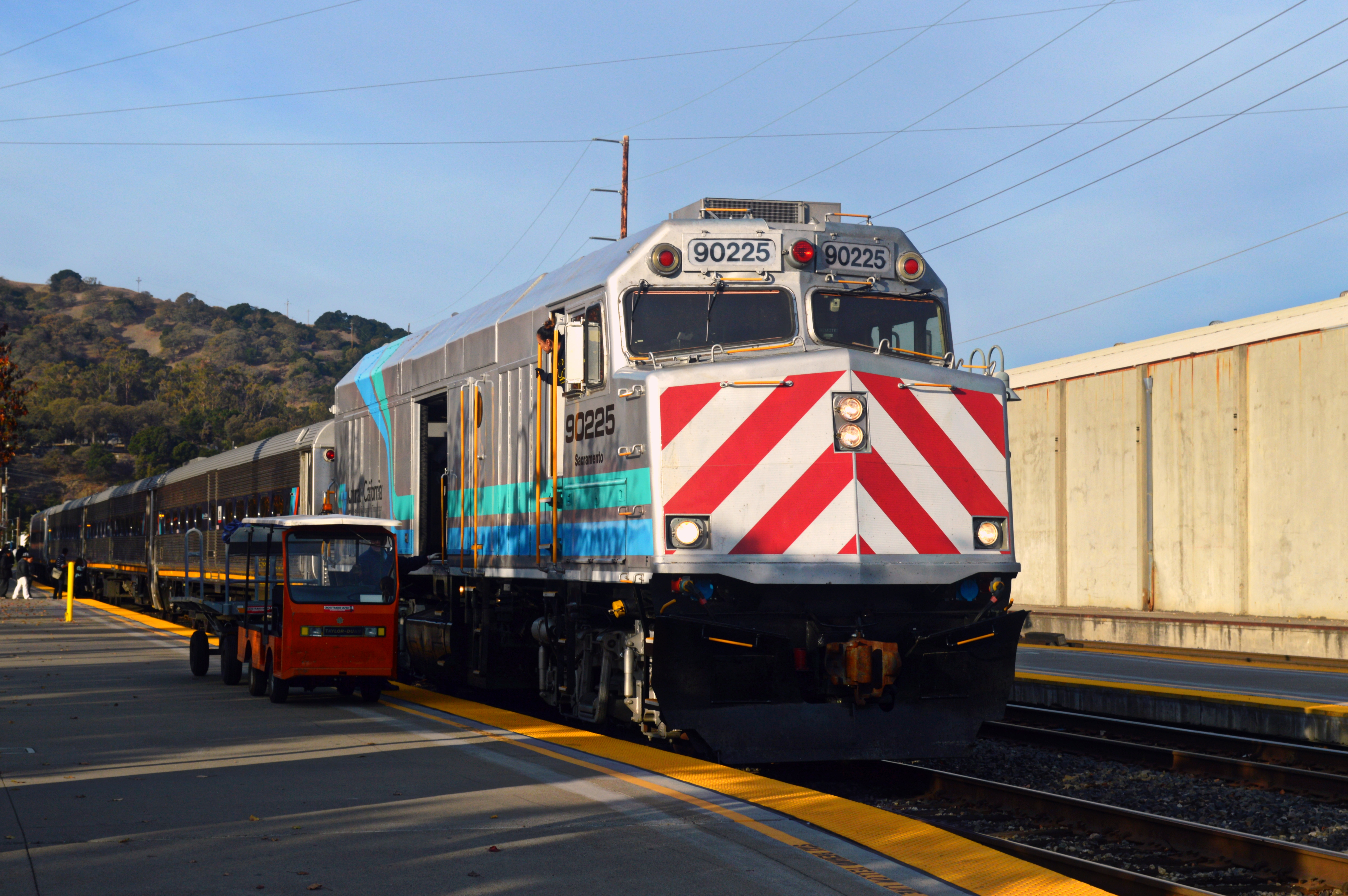